# Rade, Neu Wulmstorf
Rade är en ort i kommun Neu Wulmstorf i Niedersachsen, Tyskland. Genom Rade passerar förbundsvägen B3. Strax söder om orten ligger motorvägen A1. Rade var en kommun fram till 1 juli 1972 när den uppgick i den nybildade kommunen Neu Wulmstorf.